# La reina Tiy junto al rey Amenofis III
La reina Tiy junto al rey Amenofis III es una estatuilla de esteatita, datada 1391-1353 a. C. y procedente del Antiguo Egipto.
Formando parte de la colección de Henry Salt bajo el número N 2312 en 1826, es adquirida finalmente por la Sociedad de amigos del Louvre en 1962, que luego la donó al museo del Louvre. La obra entró entonces al departamento de antigüedades egipcias bajo el número E 25493.

## Descripción e historia
La reina Tiy junto al rey Amenofis III es una estatuilla originaria del Antiguo Egipto, de 29 centímetros de alto y 12 centímetros de ancho, y tallada en esteatita hacia 1391-1353 a. C. La obra es un fragmento de un grupo con la pareja real del que solo queda la reina, Tiy, esposa de Amenhotep III, del que se mantiene el brazo izquierdo. La soberana aparece como una dama de alto rango con un ceñido vestido bordado y plisado, collar ancho, larga peluca y espantamoscas, así como sus insignias de gran esposa real: diadema con el buitre y la cobra en la frente y corona con dos altas plumas, sobre el buitre Nejbet de alas desplegadas
La parte inferior de la estatuilla forma parte de las 4 000 piezas de la colección Henry Salt, adquiridas en 1826 por Jean-François Champollion a nombre del rey Carlos X. La pieza recibe entonces el número de inventario N 2312. En 1962, la parte superior de la estatuilla fue adquirida en el mercado de arte por la Sociedad de amigos del Louvre, que la donó al Museo del Louvre. La obra figura desde entonces en el departamento de las antigüedades egipcias bajo el número E 25493.

## Exposiciones
La reina Tiy junto al rey Amenofis III fue expuesta en marzo de 2014 en La Galería del tiempo, una de las exposiciones del Museo Louvre-Lens, donde reemplazó a Tuy, sacerdotisa de Min, dios de la fertilidad, otra estatuilla contemporánea, tallada en granate (E 10655),.